# Jean Toomer
Jean Toomer (Washington, 26 dicembre 1894 – Doylestown, 30 marzo 1967) è stato un romanziere e poeta statunitense ed un'importante figura dell'Harlem Renaissance.

## Biografia
Nato col nome di Nathan Pinchback Toomer, discende da varie etnie. Tra i suoi antenati si contano olandesi, francesi, nativi americani, afroamericani, gallesi, tedeschi ed ebrei. I suoi genitori erano Nathan Toomer e Nina Pinchback, Il suo nonno materno era il governatore della Louisiana Pinckney Benton Stewart Pinchback, il primo governatore afroamericano della storia degli Stati Uniti.
Passò la sua infanzia frequentando sia scuole frequentate solamente da bianchi che scuole frequentate solamente da neri, com'era uso durante la segregazione razziale negli Stati Uniti. Nei suoi primi anni si oppose alle classificazioni razziali e voleva essere identificato solamente come un americano dopo aver frequentato prima una scuola di soli neri a Washington, poi una scuola di bianchi a New Rochelle ed infine nuovamente a Washington una scuola di soli neri. Toomer frequentò sei istituti universitari tra il 1914 e il 1917 studiando agricoltura, fitness, biologia, sociologia e storia, ma senza mai conseguire la laurea. Le letture e le lezioni nel periodo del college diedero forma alla direzione che voleva dare alla sua scrittura.
Dopo aver abbandonato l'Università, Toomer  venne coinvolto nell'alveo delle stravaganti esperienze occultistiche che, dall'inizio degli anni '20 , in America come a Parigi, ruotavano intorno alle lezioni promosse e dirette da G.I. Gurdjieff (che il noto storico indiano Kavalam Madhava Panikkar ha indebitamente identificato col falso lama Dorzieff ma reale agente segreto zarista). In contatto con Alfred Richard Orage e altri prestigiosi redattori della di lui rivista The New Age, venne da questi indicato come trainer -e lo rimase per varj anni- dei gruppi preparatori per aspiranti discepoli da avviare alla cosiddetta Quarta Via gurdjieffiana: prima in Harlem, presso la locale comunità afro-americana, indi a Chicago ; per finire, a Taos (New Mexico).  Nello stesso periodo, il geopolitico Dmitri Mitrinovic riuscirà a influenzare, tramite il suo discepolo Hugh Douglas, le elaborazioni politico-economiche sia di Orage sia di un assai più noto letterato statunitense già collaboratore di New Age: Ezra Pound. Dopo gli anni '30, Toomer prenderà altre strade. A gli anni di cui stiamo parlando risale il suo romanzo che la più dòtta critica statunitense salutò, in illo tempore, quale capolavoro: Cane. "In Cane il materiale è tutto nero; ma il linguaggio , la prospettiva formale, il senso dello sperimentalismo, sono legati alla cultura simbolista. In questo romanzo apparentemente slegato ma in realtà sotteso da un rigoroso equilibrio spirituale, in quest'opera anomala in quanto partecipe sia di narrativa sia di poesia, Toomer ha raggiunto un'assoluta solidarietà tra il mondo rappresentato (la Georgia nera delle piantagioni di canna e il ghetto di Washington) e i suoi interessi per le questioni formali del tempo. Rifiutandosi all'etichetta di scrittore negro, in quanto vedeva in tale precisazione una limitazione della propria prospettiva globale, Toomer fu infine costretto al silenzio da un sistema che imponeva allo scrittore nero una tematica precisa e una posizione culturale subalterna. Dedicatosi alla diffusione delle idee quacchere, Toomer finì per isolarsi sempre più dal mondo della cultura Harlemita, al punto d'esser accusato d'apostasia da antichi amici e colleghi" (Mario Materassi). Nel 1950 Toomer si trasferì a Doylestown (Pennsylvania), impegnando il resto dei suoi giorni nell'alveo delle mansioni sociali e culturali offertegli dal cosmo religioso quacchero statunitense cui aveva definitivamente dato la propria adesione.

## Opere
- Cane (1923) -  traduzione italiana col titolo Canne; edizione a cura di Werner Sollors; traduzione di Daniela Fink. Venezia, Marsilio, 1993.
- Blood Burning Moon (1923)
- Problems of Civilization, di Ellsworth Huntington, Whiting Williams, Jean Toomer and others (1929)
- Essentials: Definitions and Aphorisms (1931)
- An Interpretation of Friends Worship (1947)
- The Flavor of Man (1949)
- The Collected Poems of Jean Toomer  (1988)